# Teoria d'equacions

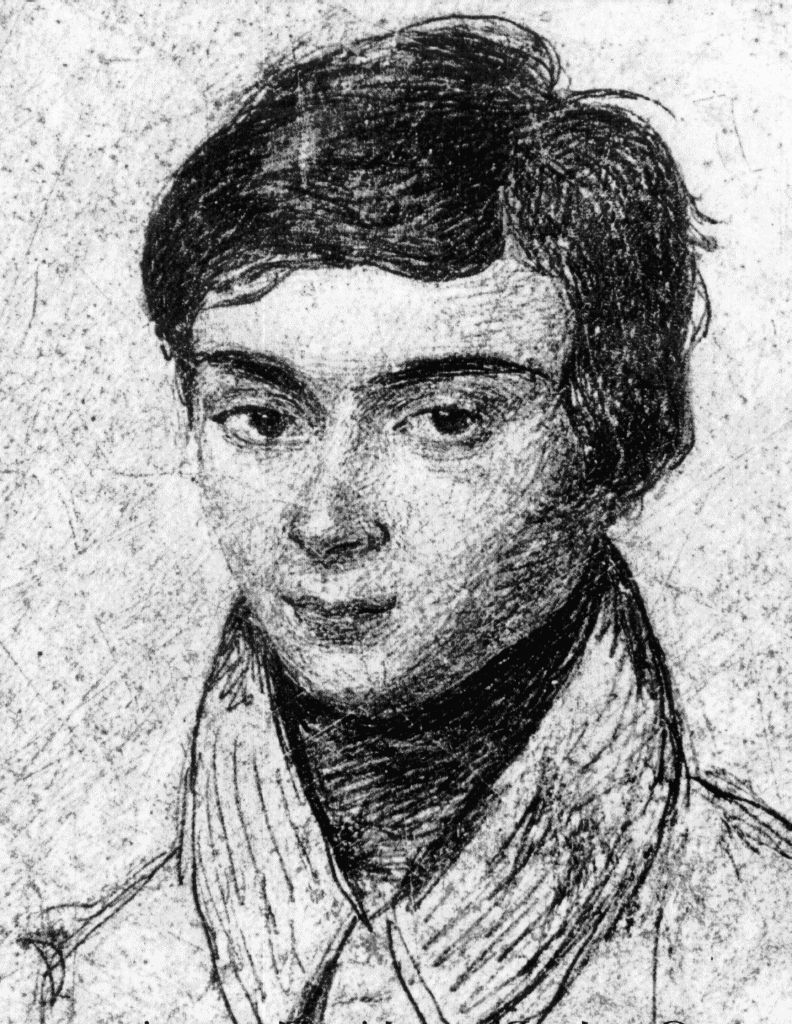
Évariste Galois proposa una condició necessària i suficient per saber si una equació polinòmica és resoluble o no per àlgebra. Respon així a una qüestió central de la teoria sense resoldre des de feia mil·lennis. El seu mètode subministra resultats innovadors i és l'origen de noves branques de l'àlgebra, que superen el marc de la teoria d'equacions.

En àlgebra, la teoria d'equacions és una expressió que es fa servir en història de la ciència. Designa els treballs que tenen per objectiu principal la resolució d'equacions polinòmiques o equivalents. Aquestes equacions, on X designa la incògnita, s'escriuen de la següent manera:
L'estudi d'aquest tipus de qüestions es remunta als primers texts matemàtics coneguts, com per exemple el papir Rhind. Una primera aproximació permet resoldre l'equació en el cas que el grau del polinomi sigui estrictament més petit que cinc. Durant el Renaixement, amb l'estudi de les equacions cúbiques s'arriben a fer servir uns nous nombres. Aquests nous nombres es qualifiquen inicialment d'imaginaris i posteriorment de nombres complexos. No és fins més tard que aquests nombres intervenen com a solucions d'equacions de segon grau.
A partir de l'edat moderna, el polinomi també és considerat una funció. Aquest enfocament ofereix mètodes per determinar el nombre d'arrels reals, per localitzar les arrels (és a dir trobar regions on es troben) i per trobar aproximacions tan precises com es vulgui. Un dels seus resultats és el teorema fonamental de l'àlgebra, que diu que tota equació polinòmica no constant admet almenys una arrel en els nombres complexos.
Un punt de vista del segle xix consisteix a estudiar el conjunt de nombres més petit, tancat respecte de les quatre operacions i que contingui alhora els coeficients i les arrels d'una equació donada. Aquest enfocament queda recollit en la teoria de Galois. Ofereix una condició necessària i suficient per saber si una equació polinòmica es resol per les tècniques descrites pel primer enfocament o, en cas contrari, s'ha de limitar a aproximacions procedents de l'anàlisi. Fins al segle xix, la teoria d'equacions es confon amb l'àlgebra. Fonamentalment després de les aportacions de la teoria de Galois, l'àlgebra s'eixampla per tenir en compte noves qüestions. Aquesta teoria és a l'origen de diversos àmbits matemàtics, com la teoria dels grups, la d'anells o, fins i tot, la geometria algebraica.
Si no es precisa més concretament, el terme de teoria d'equacions designa generalment les equacions polinòmiques. En canvi, existeixen nombroses equacions que, sense ser algebraiques, són objecte d'una teoria. Llavors cal precisar la natura de l'equació, com en l'expressió teoria d'equacions diferencials. No existeix una teoria única que s'apliqui a tot tipus d'equacions, ja que formen un conjunt massa dispar.

## Primers desenvolupaments

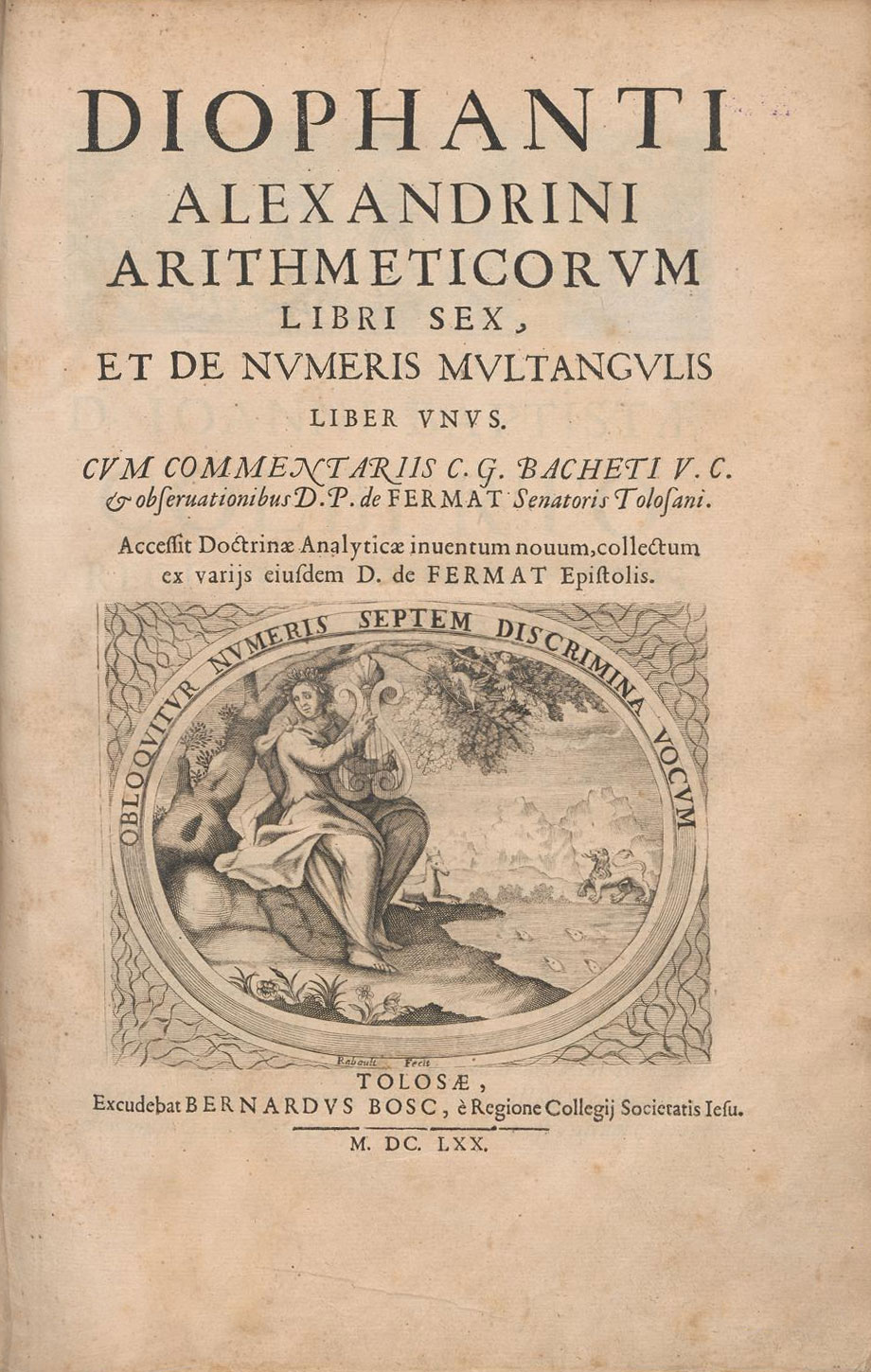
Diofant al llibre Arithmetica és el primer a descriure la incògnita en el sentit matemàtic del terme.

Tan enrere com es remunten els textos coneguts de matemàtiques s'hi troben qüestions que, adaptades al llenguatge actual, s'expressen en forma d'equacions algebraiques. En un papir de l'antic Egipte es llegeix: Quan l'escriba et diu que 10 és els 2/3 i l'1/10? el que es tradueix per 2/3x + 1/10x = 10.
Els Babilonis estudiaren en particular problemes que corresponen a equacions de segon grau. El seu llenguatge era geomètric; el valor que se cerca, que actualment denominem x, s'anomena costat i x² quadrat, però la seva formulació sovint és purament algebraica. Es pot llegir, sobre una tauleta d'argila: He sumat 7 vegades el costat del meu quadrat i 11 vegades l'àrea: 6 15, per descriure, en la numeració sexagesimal utilitzada pels Babilonis, l'equació 11x² + 7x = 6x60 + 15= 375. El sentit geomètric de la suma d'una àrea i d'una longitud és ambigua, tanmateix cap comentari no sosté una interpretació purament algebraica de la qüestió (dels nombres multiplicats i sumats). No es desenvolupa cap eina algebraica, no existeix cap incògnita que es pugui determinar amb l'ajuda d'un mètode de càlcul. Els egipcis resolgueren l'equació del primer grau per tempteig, amb l'ajuda del mètode de la falsa posició i els babilonis disposaven d'algorismes sense cap altra justificació que l'empírica, és a dir que finalment el valor trobat és la solució buscada.
Caldrà esperar més de dos mil·lennis a trobar un esbós d'una veritable "teoria". És desenvolupada de forma independent per tres cultures matemàtiques: Grècia, la civilització àrab i l'Índia. Diofant, un matemàtic del segle iii, formalitza l'arithme, una lletra que ell defineix de la següent manera: El nombre que posseeix una quantitat indeterminada d'unitats es diu l'arithme, i la seva marca distintiva és σ. Com aclareix més endavant l'arithme se suma i es multiplica: La inversa de l'arithme multiplicada pel biquadrat de l'arithme dona el cub de l'arithme. Això significa, en llenguatge actual, la inversa de x multiplicada per x4 i que el resultat és igual a x3. Aquest pas permet una verdadera formulació matemàtica de l'equació i, sobretot, una manera de resoldre-ho. Al segle viii, abans que Diofant fos traduït a l'àrab, el matemàtic d'origen persa Muhàmmad ibn Mussa al-Khwarazmí desenvolupà una idea anàloga. La seva incògnita s'anomenava say. Una altra vegada, el nou formalisme ofereix un mitjà de resolució de l'equació. R. Rashed comenta al respecte: [Amb Al-Khwarazmí] la noció base és la noció d'equació, que pot cobrir una classe infinita de problemes, geomètrics o aritmètics: la unitat ja no és l'objecte sinó que ho és l'operació mateixa. La mateixa idea també és present en el matemàtic indi Bhaskara II i queda recollida en la seva obra titulada Bījagaṇita.

## Àlgebra àrab

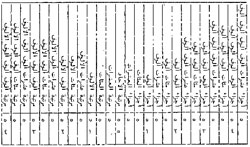
Els polinomis d'al-Samaw'al representats en un quadre prefiguren una concepció purament abstracta de l'àlgebra.

Sovint es considera que el matemàtic Al-Khwarazmí va ser el fundador de la branca de les matemàtiques anomenada àlgebra. Des del punt de vista de l'etimologia, el títol del seu tractat sobre les equacions: Kitâb al-jabr wa al-muqâbala fa servir el terme al-jabr, que ha derivat en la paraula àlgebra. En àrab, al-jabr indica transformar una subtracció en un membre, en una addició a l'altre membre. amb l'objectiu d'obtenir únicament els coeficients positius. Per exemple: 2x² + 100 - 20x = 58, seguint aquest procediment, es transforma en 2x² + 100 = 58 + 20x. Dahan-Dalmedico i Peiffer precisen que el treball d'Al-Khwarazmí es pot concretar en: La partida de naixement d'una teoria de les equacions quadràtiques, en el conjunt dels nombres positius (gairebé sempre racionals), teoria que implica encara algunes llacunes. No és només l'etimologia el que justifica aquesta adjudicació a Al-Khwarazmí, ja que ell s'interessa per totes les equacions de segon grau, mentre que Diofant només intenta resoldre alguns casos particulars, amb solucions d'enters o racionals. Al-Khwarazmí té un procés més sistemàtic; l'objecte del seu tractat és oferir un mètode que permeti trobar amb certesa una solució de l'equació, si aquesta existeix.
Els progressos en teoria d'equacions no s'aturen amb Al-Khwarazmí. Ell és l'origen d'una escola matemàtica que es desenvolupa al llarg de diversos segles. El seu deixeble Abu-Kàmil dissipa una primera limitació. Al començament, les equacions que s'estudien són gairebé sempre amb coeficients racionals; Abu-Kàmil generalitza l'estudi als coeficients irracionals. La concepció inicial del nombre en els àrabs és heretada dels grecs i es limita a les fraccions. Les grandàries incommensurables, que corresponen als nostres irracionals, són proporcions entre longituds però no posseeixen l'estatus de nombre. Al-Khwarazmí els anomena gidr asamm, que significa arrel muda o cega. Dos segles més tard, per a matemàtics com Omar Khayyam, les fraccions i les proporcions incommensurables són tractades en els càlculs de la mateixa manera. Els dos conceptes s'anomenen al-adad, que significa nombre (els racionals es designen pel terme al-adad al muntiqa i els irracionals per al-adad al-summa), i la diferència és més que filosòfica.
Posteriorment es desenvolupen eines específiques que permeten un càlcul més senzill de les multiplicacions de polinomis. Samàwal les anota amb la forma d'una taula prefigurant, una representació propera al concepte modern de polinomi formal.

## Geometria al servei de l'àlgebra

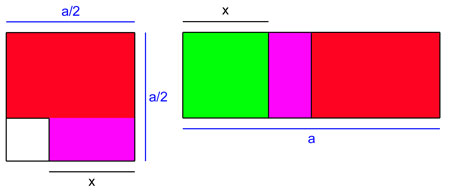
Durant molts segles, els gnòmons i la geometria euclidiana foren el motor de la resolució d'equacions algebraiques.

La geometria, i particularment la dels Elements d'Euclides, té un paper fonamental en aquesta àlgebra naixent. En el cas d'una equació de segon grau i després de dividir entre el coeficient del monomi de segon grau, el monomi del segon grau pot ser vist com l'àrea d'un quadrat el costat del qual és la incògnita que se cerca. En el cas de l'equació de primer grau, s'interpreta el terme del primer grau com l'àrea d'un rectangle les dimensions del qual són la incògnita i el coeficient del monomi; la constant s'interpreta com l'àrea d'un quadrat perfectament determinat. Aquest enfocament permet a Euclides resoldre problemes de primer i segon grau. L'enfocament de l'anàlisi dels àrabs és diferent, ja que intenten resoldre una equació, en aquest cas particular, del segon grau. Tanmateix el nucli de la demostració és el mateix: una anàlisi d'una configuració geomètrica, construïda sobre la base d'un gnòmon. De manera metòdica, l'estudi del gnòmon permet establir les tres identitats notables font de la resolució de les equacions del segon grau.
L'enfocament emprat per estendre la teoria naixent de les equacions a l'equació cúbica també és geomètric, però aquesta vegada amb eines una mica diferents. Al-Khayyam es fixa que és possible interpretar l'arrel de l'equació cúbica com l'abscissa de la intersecció d'una circumferència i d'una paràbola, el que mostra ja l'ús del que es dirà més tard una referència cartesiana i permet observar la possible existència de diverses solucions. Dos segles més tard, aprofitant els progressos tant algebraics com geomètrics, Nassir-ad-Din at-Tussí desenvolupa diverses eines en el marc de l'equació cúbica. El discriminant li permet conèixer l'existència d'arrels positives en certes situacions, la derivació formal li permet localitzar les arrels i obtenir un mètode numèric, que és una variant del que s'anomena mètode de Ruffini-Horner, permet obtenir una aproximació de l'arrel amb una precisió tan gran com es vulgui.
Els mètodes matemàtics emprats, així com aquesta branca de la història de les matemàtiques, es desenvoluparan a l'article principal.

## Elseglexvia Europa

### Difusió des d'Itàlia

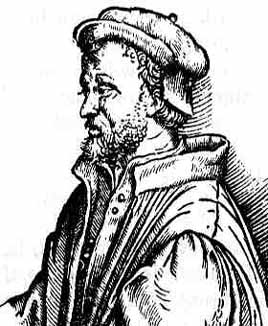
Gerolamo Cardano generalitza la fórmula de Tartaglia; en aquesta generalització fa servir els nombres imaginaris per resoldre casos que fins llavors es qualificaven d'irreductibles.

A principis del segle xvi, a través dels textos de Fibonacci i, encara més, la Summa de Arithmetica, Geometria, Proportioni et Proportionalità (Venècia, 1494) de Luca Pacioli, la ciència i la cultura d'influència italiana tenen accés a l'essència del saber àrab. Els matemàtics de llavors s'apassionen per l'àlgebra i, sobretot, per un problema que havia quedat obert: trobar un mètode general i exacte de resolució de l'equació cúbica. Per l'expressió "exacta", s'entén una forma diferent d'una successió que convergeix cap a l'arrel. Aquests matemàtics cercaren una expressió anàloga a la de Muhàmmad ibn Mussa al-Khwarazmí o a la de Savasorda per la de segon grau que, amb l'ajuda d'arrels quadrades o cúbiques, arribés a donar la solució.

L'aspra competició que regnà entre els diferents matemàtics estimulà els candidats i promogueren l'aparició d'idees noves. Scipione del Ferro, amb relació a l'equació X3 + aX = b, trobà com a fórmula de resolució 

La fórmula deuria suscitar la sorpresa de l'època. Un càlcul algebraic en aquella època encara havia de quedar justificat per un suport geomètric. Un nombre agafa la seva justificació d'una longitud, d'una àrea o d'un volum. El signe {\displaystyle -} no té sentit més que si una longitud se sostreu d'una de més gran. En la solució que proposa del Ferro, es retalla una "longitud" d'una altra longitud més petita. En aquesta època, l'objectiu és superar desafiaments, és a dir, resoldre equacions particulars; el rigor del mètode importa poc, en tant que finalment sigui possible verificar el resultat reemplaçant en l'equació x per la presumpta solució.
Encara continuava sense resoldre una qüestió: com resoldre l'equació X3 + a = bX? Aquesta vegada, el mètode semblava impracticable, ja que la grandària negativa que apareix hauria de correspondre a la superfície d'un quadrat (en el sentit geomètric del terme). Tartaglia, un dels especialistes de l'època en la matèria, qualificà l'equació d'"irreductible". Fou finalment Cardano qui troba la solució; n'hi havia prou amb no aturar els càlculs. Aquests estranys termes acabaren per desaparèixer. Per exemple, aplicant identitats notables com:
Amb aquestes aportacions, es franquejà una nova etapa. Si bé el significat precís de l'expressió √-1 restà misteriosa, es descobrí la idea de fer referència a un conjunt de nombres més gran per resoldre una qüestió de la teoria d'equacions. El 1540, un alumne de Cardano, Lodovico Ferrari, resolgué l'equació de quart grau. Bombelli proposà un formalisme que admetia l'existència de nombres negatius i imaginaris. La seva influència, comprovable pels comentaris de Stévin o la correspondència entre Leibnitz i Huygens, fou duradora.

### Teoria d'equacions moderna

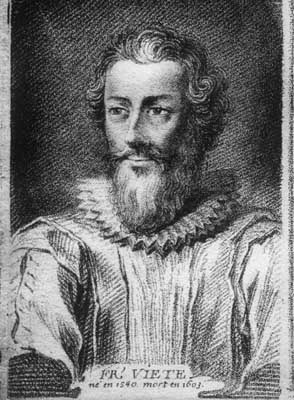
En inventar el càlcul emprant lletres, François Viète troba un llenguatge formal que dona a l'àlgebra la seva autonomia respecte a la geometria.

El començament d'una verdadera «teoria d'equacions» s'atribueix generalment a Viète, matemàtic francès de la fi del segle xvi. Si bé encara es nega a incorporar els avenços de Bombelli –és a dir, els nombres negatius i els nombres "imaginaris"–, obté tres resultats fonamentals que es poden resumir en l'ús de lletres per representar variables i coeficients i els sistemes de coordenades.
El resultat més celebrat és probablement el que ell anomenava la "lògica especiosa" i que actualment es qualifica de càlcul emprant lletres. Viète categoritza en dos grups l'ús de les lletres en matemàtiques:
- Amb relació a l'àlgebra, l'ús de les lletres s'estén i es perfecciona a Europa en el transcurs del segle xvi,[Nota 14] però ja existia en l'obra de Diofant d'Alexandria: una lletra se suma o es multiplica i juga el paper d'incògnita en una equació. En geometria, aquest ús ha estat habitual ja des de l'antiguitat; una lletra designa una grandària o un objecte no especificat, un punt, una recta, una distància entre dos punts sobre una figura, etc. Els principis generals de resolució de les equacions no podien ser establerts més que amb l'ajuda de la geometria, com l'ús de gnòmons per a les identitats notables, després il·lustrats amb exemples d'equacions polinòmiques amb coeficients numèrics, que Viète considerà que pertanyien a la "lògica dels nombres".
- Viète introdueix una segona categoria de lletres per als coeficients. Aquests són també valors que es consideren com a fixats, fins i tot si no se'ls coneix; és el que ara s'anomena un paràmetre. Transportant a l'àlgebra un antic costum geomètric, Viète crea la "lògica especiosa". Aquest nou enfocament significa considerar una equació com una expressió del tipus: aX² + bX = c De fet, poder resoldre aquesta equació és poder ser capaç de resoldre totes les equacions del segon grau. Un únic cas general de lògica especiosa permet tractar una infinitat de casos particulars procedents de la lògica dels nombres.

La segona aportació de Viète consisteix en el desenvolupament d'un llenguatge simbòlic que permetia expressar de forma més simple una expressió polinòmica. Les idees de Viète permeten una expressió més límpida que la dels seus predecessors. El seu vocabulari, en part, és sempre actual. A ell se li deu la incorporació dels termes "coeficient" i "polinomi". Aquest formalisme va permetre expressar els primers resultats generals, en el sentit que són independents del grau del polinomi, com la relació entre els coeficients i les arrels d'un polinomi.
El sistema de notacions de Viète és reprès per Fermat i Descartes per a esdevenir, en paraules de Nicolas Bourbaki, en un sistema que «amb poques diferències, és el que utilitzem actualment.» Aquests treballs permeten una inversió de la jerarquia matemàtica. Fins a Viète, la teoria de les equacions era necessàriament una emanació de la geometria. L'únic mètode genèric de demostració es basava en l'obra Elements d'Euclides, i els càlculs claus, com les identitats notables, s'establien amb l'ajuda de consideracions geomètriques. El càlcul amb lletres va permetre alliberar l'àlgebra d'aquestes restriccions. Per Descartes, l'àlgebra, afegint-li de l'ús d'una referència cartesiana, esdevé una màquina que permet demostrar teoremes geomètrics. És una «extensió de la lògica, desproveïda de tota significació per ella mateixa, però indispensable pel maneig de les quantitats, i, en cert sentit, més fonamental fins i tot que la geometria.»

## Càlcul infinitesimal

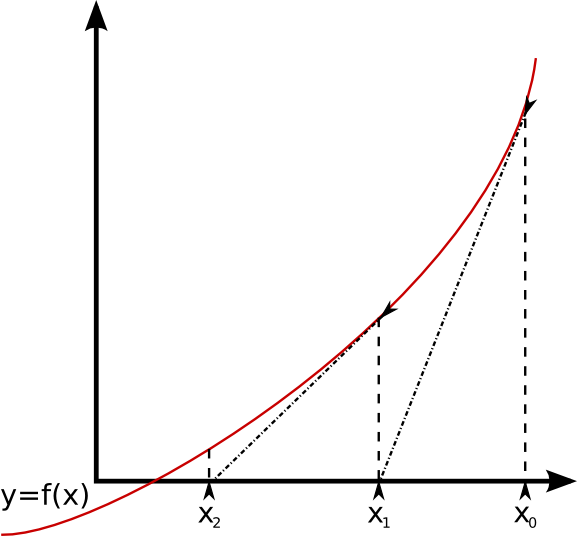
El mètode de Newton permet trobar una aproximació tan precisa com es vulgui del valor d'una arrel d'un polinomi.

La segona meitat del segle xvii és l'època del desenvolupament del càlcul infinitesimal. L'estudi de les trajectòries i dels moviments, impulsat des de la física, és a l'origen de noves idees. Per a aquest estudi, Isaac Newton intenta modelitzar la idea de variable amb l'ajuda del concepte de temps, que l'anomena fluent: Diré quantitat fluent, o simplement fluent, aquestes quantitats que considero com a augmentades gradualment i indefinida, i les representaré amb les últimes lletres de l'alfabet v, x, y i z.
Des del punt de vista de la teoria d'equacions, això significa reemplaçar la X de les fórmules emprades des de Diofant d'Alexandria, per una x que representa una quantitat que varia de menys a més infinit. El polinomi esdevé una funció i amb aquest títol gaudeix de noves propietats. Les eines associades al càlcul infinitesimal són el límit, la derivada i també la integral. El 1691, Michel Rolle els fa servir per establir un teorema, que indica que si a i b són dues arrels d'un polinomi P no constantment nul, existeix un valor c compres en l'interval a, b arrel del polinomi derivada de P, retrobant un resultat de Bhaskara II i Sharaf al-Dîn al-Tûsîau del segle xii. Una altra aplicació és un descobriment de Newton per al càlcul de les arrels, anomenat mètode de Newton. Consisteix a escollir un punt inicial, calcular la recta tangent del polinomi en aquest punt, trobar l'arrel de la recta tangent i després a reiterar.
Si bé aquests resultats aporten elements nous a la teoria d'equacions, no en formen part en sentit propi. Newton desenvolupa el seu mètode per als polinomis, però no és específica d'aquests sinó que permet avaluar un zero d'una funció derivable qualsevol, cosa de la qual Newton s'adonà, ja que llavors aplicà el seu mètode a funcions no polinòmiques. Llavors, el teorema de Rolle també es generalitza a qualsevol funció derivable, encara que la demostració d'aquest resultat dati de 1860. Altres resultats d'igual naturalesa, com el mètode de Ruffini-Horner per avaluar una arrel o el teorema de Sturm per localitzar la presència d'una solució en un interval, s'acaben de perfilar durant el segle xix.

## Nombres imaginaris i nombres complexos

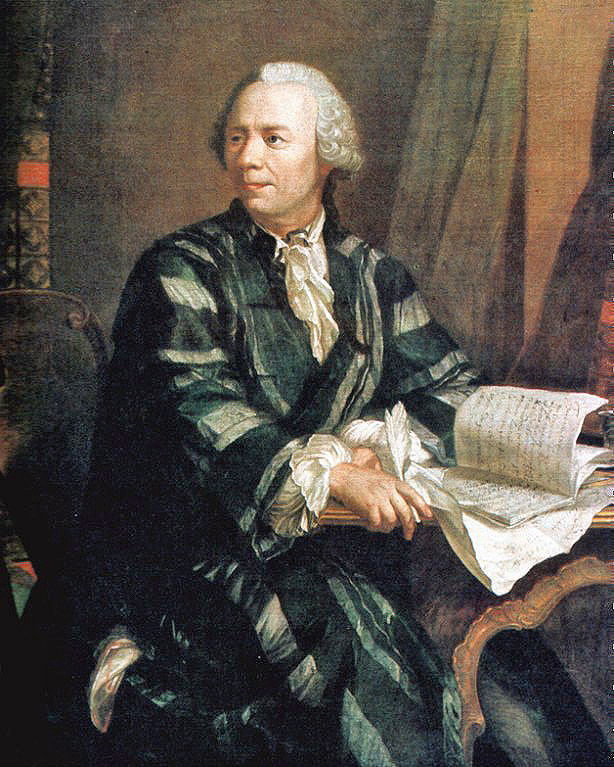
Els treballs de Leonhard Euler són a l'origen d'una comprensió millor dels nombres complexos, indispensable per a la teoria d'equacions.

Els nombres imaginaris van néixer en un entorn ambigu que les aportacions del càlcul infinitesimal van acabar dissipant. Per a Bombelli, un nombre imaginari és una longitud geomètrica a la qual s'ha "afegit" un dels quatre signes possibles: el "més" de les verdaderes longituds, el "menys", i dos més que ell anomena piu di meno i meno di meno que es correspon amb les nostres notacions i i -i.
Existeix una altra definició, més general però més vaga, que prové de Descartes. El 1637 fa servir per primera vegada el terme imaginari. Per expressar les relacions entre els coeficients i les arrels, descobertes per Viète, de vegades és necessari emprar nombres impossibles sigui perquè són "menors que res", fet que no té sentit per a una longitud, sigui perquè són "impossibles". Llavors, aquestes arrels han de ser imaginades: ... a vegades (són) només imaginaris; és a dir, que se'n pot imaginar sempre tant com s'ha dit en cada equació, però no hi mai cap quantitat que correspongui a la que s'imagina.
Aquestes dues definicions no semblen equivalents. En un cas, els nombres imaginaris es defineixen com a nombres complexos de la forma a + i.b. En l'altre, un nombre imaginari és qualsevol cosa que podria servir als càlculs intermedis d'una equació algebraica. Dahan-Dalmedico i Peiffer, descrivint així aquesta doble definició fan la següent precisió: «Des del seu origen, una ambigüitat presideix l'aparició d'aquest terme imaginari: d'una banda, l'accepció ideal de Descartes o fins i tot de Girard i, de l'altra, els nombres de la forma a + b√-1, amb a, b reals, que intervenen en les resolucions de les equacions de grau baix ».
El càlcul infinitesimal permet la selecció d'una definició precisa i fa possible que es resolguin les paradoxes aparents d'aquests estranys nombres. L'arrel quadrada posseeix la següent propietat algebraica: si a i b són dos nombres reals positius, √a.√b = √a.b, d'on resulta una primera paradoxa:
A través dels desenvolupaments en sèrie, Leibniz aconseguí justificar algunes igualtats de Bombelli com:
Els treballs de De Moivre posen en evidència una correspondència entre els imaginaris de Bombelli i la trigonometria. La fórmula d'Euler eiπ + 1 = 0 dona les seves cartes de noblesa als nombres complexos de la forma a + i.b. Tobias Dantzig es fixa que aquesta fórmula conté «els símbols més importants: una unió misteriosa en la qual l'aritmètica hi està representada per 0 i 1, l'àlgebra per √-1, la geometria per π i l'anàlisi per e.» La lògica de Bombelli s'adoptà de manera ja definitiva.
Si bé aquests treballs no s'inclouen en l'àlgebra o en la teoria d'equacions, tot i així, són indispensables per comprendre la seva història i el seu contingut.

## Teorema fonamental de l'àlgebra

Jean le Rond d'Alembert és el primera a sentir la necessitat de demostrar el Teorema fonamental de l'àlgebra.

La preponderància aconseguida pels nombres imaginaris exigí la necessitat d'una demostració, i fou Jean le Rond d'Alembert qui expressà per primera vegada aquesta necessitat en 1746. El teorema afirma que "tot polinomi no constant admet almenys una arrel complexa", i es donava per sobreentès que els coeficients eren nombres reals. La seva motivació no és per res algebraica, desitja integrar funcions racionals i per això fa servir una descomposició en fraccions parcials. La seva demostració procedeix de les seves preocupacions i és purament analítica. De manera immediata es considerà que la qüestió era important i el resultat exposat prengué el nom de teorema fonamental de l'àlgebra.
El terme «teorema fonamental de l'àlgebra» és coherent, ja que en aquesta època l'àlgebra es relaciona amb la teoria d'equacions. Però la prova de d'Alembert no era seductora. Primer de tot, dona per coneguts dos resultats, l'existència d'un mínim per una funció contínua definida sobre un conjunt compacte, i un teorema de convergència de sèries, actualment anomenat teorema de Puiseux. En aquella època, l'absència de tècniques topològiques i de coneixements sobre la convergència feia impossible una demostració completa. Llavors, l'ús exclusiu de l'anàlisi no semblava el mètode més adequat per demostrar el resultat fonamental de la teoria d'equacions.
Leonhard Euler reprengué la qüestió des d'una perspectiva algebraica, una herència d'al-Khawarizmi i de Viète. El seu objectiu era demostrar que les arrels, en el sentit de Descartes, són els nombres complexos en el sentit de Bombelli. En el cas del grau 4, la seva demostració fou rigorosa però inútil, perquè les fórmules de Ferrari ja establien el resultat. Per als altres casos, la demostració no fou més que parcial. El 1771, les aportacions de Lagrange n'aconseguiren omplir les llacunes existents. Aquest enfocament algebraic no va convèncer Gauss que indicà: 
| « | «La hipòtesi de base de la demostració és que tota equació posseeix efectivament n arrels possibles o impossibles. Si s'entén per possibles les reals i per impossibles, els complexos, aquest axioma és inadmissible ja que és justament el que es tracta de demostrar. Però si s'entén per possibles les quantitats reals i complexes i per impossibles tot el que falta perquè es tinguin exactament n arrels, aquest axioma és acceptable. Impossible significa llavors quantitat que no existeix en tot l'àmbit de les grandàries». | » |
| — | |   |

Cap argument permetia donar de manera efectiva un sentit a la qüestió com ho va fer Descartes amb les arrels, que són tanmateix utilitzades en els càlculs de Lagrange. La primera demostració de Gauss es construí sobre el treball d'Alembert, però la comprensió de les funcions contínues encara era massa feble per a permetre una bona conclusió. Els treballs de Bolzano permeteren que Jean-Robert Argand redactés la primera demostració sòlida, tot i que ho feu a partir de les idees de d'Alembert. Poc temps després, Gauss trobà una demostració que aquest cop es basava en els treballs d'Euler i de Lagrange. La seva comprensió dels polinomis formals li va permetre el poder trobar una solució. Com totes les demostracions algebraiques del teorema conté una part analítica, és a dir, presenta l'existència d'una arrel si el grau del polinomi és senar.

## El camí fins al teorema d'Abel

### Primers tempteigs
Si bé el descobriment del càlcul infinitesimal va permetre alguns avenços, no eren gaire algebraics, i en aquest sentit tan sols entraven d'una manera parcial dins la teoria d'equacions. Un avenç més important consistiria en el descobriment de "fórmules" equivalents a les d'al-Khawarizmi, Cardano o Ferrari, però aquesta vegada vàlides per a qualsevol grau. Primerament, fracassaren diverses temptatives, una mica empíriques, per part de Bézout, Tschirnhaus un amic de Leibniz i Euler.
Les eines eren similars; l'objectiu era transformar una equació de grau n fins a una forma canònica Xn - c = 0. A partir d'aquesta forma canònica, l'equació encara no estava verdaderament resolta però els treballs de Moivre en trigonometria donaren expressions relativament simples. Una solució x k s'escriu, si c és positiu:
Per això, el mètode va consistir a passar d'una equació amb una incògnita P(X) = 0 a dues equacions amb dues incògnites afegint la següent equació: Q(X) - Y = 0. Escollint adequadament el polinomi Q, era possible anul·lar els coeficients intermedis? Per a n igual a 2, 3 o fins i tot 4, aquest mètode conduïa a resoldre una equació d'un grau inferior, i d'acord amb els mètodes precedents. Però amb n igual a 5, l'equació a resoldre era de grau 120, i si bé es pot portar el seu grau a 24 amb altres artificis, el mètode no era concloent. El punt negre de la teoria continuava sent la resolució efectiva de l'equació polinòmica.

### Vandermonde i l'equació ciclotòmica

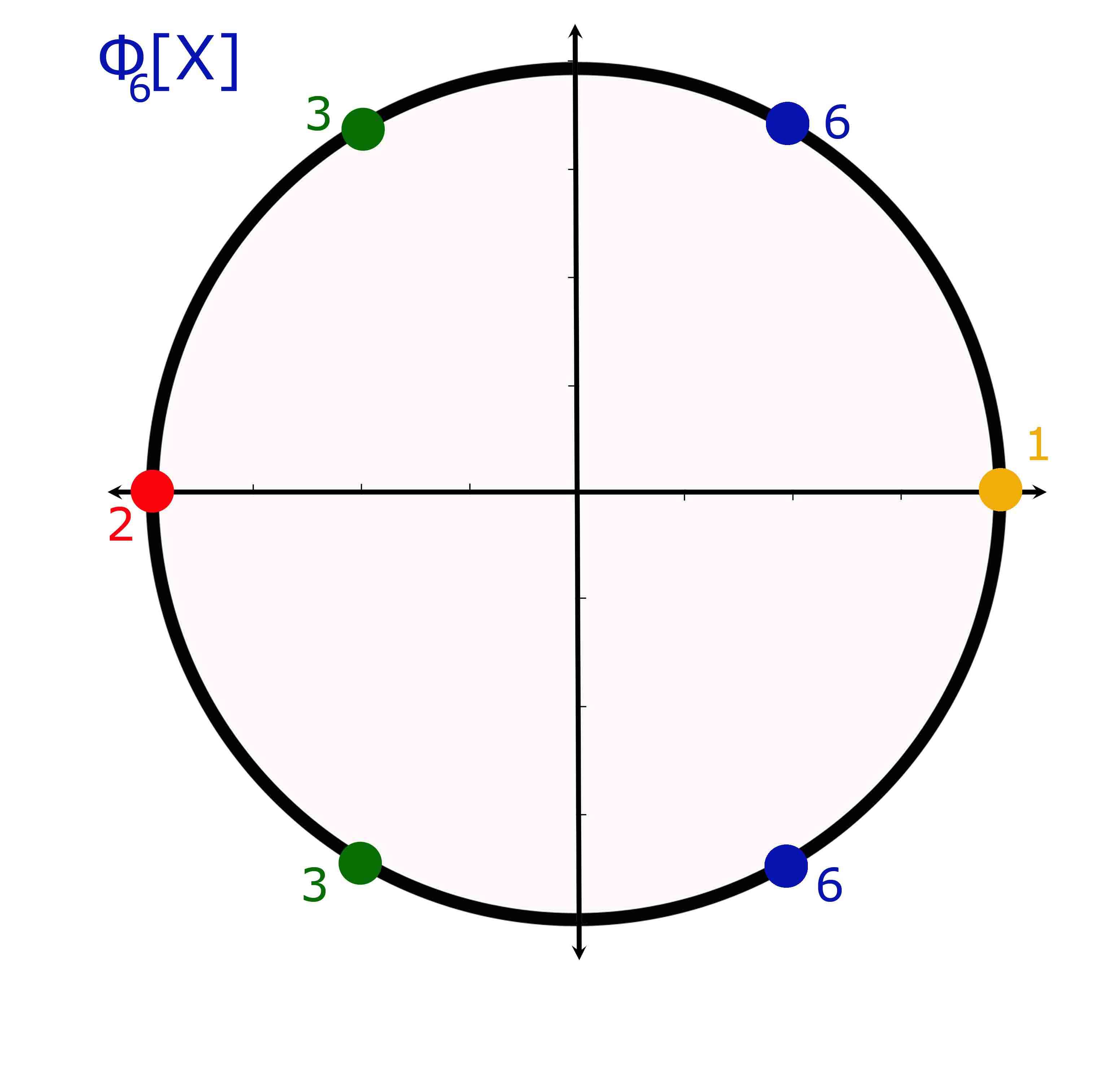
Les arrels del polinomi ciclotòmic estan espaiades regularment sobre la circumferència goniomètrica complexa.

El 1771, Alexandre-Théophile Vandermonde aportà novetats sobre aquest delicat punt negre. La seva ambició era més modesta que la dels seus predecessors; ja no buscava resoldre l'equació algebraica en la seva integritat, sinó resoldre de manera única la que les temptatives precedents pretenien com a punt d'arribada, és a dir, Xn - c = 0. Com el pas del coeficient 1 al coeficient c és trivial, es limità a l'equació Xn - 1 = 0, anomenada ciclotòmica. El valor n es podia reduir als nombres primers, i la resolució del cas particular de n nombre primer permetia deduir-ne les solucions en el cas general.
S'arribà a conèixer una expressió trigonomètrica de la solució, fet que assegurava que les n arrels de l'equació fossin nombres complexos i, en aquest cas particular, el teorema fonamental de l'àlgebra ja quedava establert. Mancava encara trobar una fórmula algebraica capaç d'expressar-les. Per una fórmula algebraica, s'entén una expressió que contingui nombres racionals, la unitat imaginària i, les quatre operacions i les funcions arrels n-èsimes. El terme consagrat fou el de "resolució per radicals de l'equació algebraica".
El mètode de Vandermonde consistí a fer ús de polinomis amb diverses variables, i en particular dels polinomis simètrics, és a dir, els que són invariants per tota permutació de les variables (el valor del polinomi no canvia si es permuten els valors de les variables). Les relacions entre els coeficients i les arrels es podien llegir de la següent manera: n polinomis simètrics de n variables tenen una imatge coneguda de la n-tupla de les arrels, i aquestes imatges són els coeficients del polinomi. Aquest resultat fou una reformulació d'una observació de Viète. L'interès consistia en que aquests n polinomis simètrics són capaços de generar tots els polinomis simètrics, en el sentit que tot polinomi simètric es pot obtenir com una expressió on només intervenen sumes i productes de constants; per això, aquests polinomis s'anomenen polinomis simètrics elementals. A més a més, les imatges són particularment simples en el cas del polinomi cyclotòmic. Són totes nul·les, a excepció d'aquella associada al polinomi X1...Xn, que val ±1 segons la paritat de n. Finalment, si les arrels es noten en l'ordre trigonomètric ξ0 = 1, ξ1, ξ₂,..., ξn hom troba que, ξj.ξk = ξj+k si j + k < n, i d'una altra manera, ξn-j-k.
El mètode de Vandermonde consistia a calcular sumes parcials d'arrels, que es podien expressar com a imatges de funcions racionals en polinomis simètrics. Això va permetre calcular les seves sumes parcials, després aplicar-hi una nova descomposició de cada suma en subsumes i calcular-ne aquestes subsumes. Amb reiteracions, existeix l'esperança d'obtenir les subsumes, compostes cadascuna d'una única arrel, i de concloure. Aquest mètode el portà a resoldre el cas on n és igual a 11; però un mètode genèric quedè fora de l'abast. Tanmateix, havia resolt una equació de 11è grau que no tenia cap factorització evident diferent que aquella associada al terme (X - 1).
Per resoldre l'equació ciclotòmica d'un grau qualsevol, quedava encara un problema combinatori. Com es podien associar les arrels per fer-ne de les sumes parcials solucions d'equacions de graus menors? Aquest problema no va ser resolt per Vandermonde.

### Síntesi de Lagrange

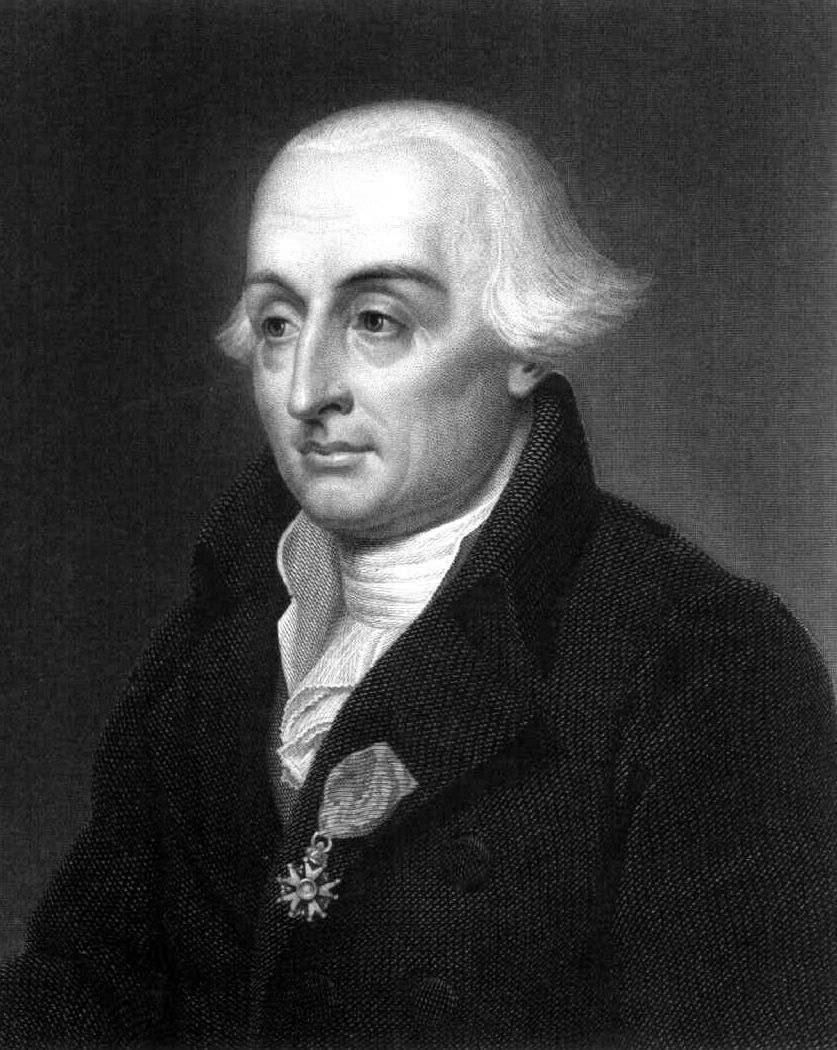
Lagrange posà seriosament en dubte la possibilitat d'una resolució algebraica de l'equació, per al cas general.

En la seva memòria de 1771 Lagrange realitzà una síntesi de tots els mètodes utilitzats en el passat per resoldre l'equació algebraica de grau petit. Amb l'ajuda d'aquesta síntesi, desenvolupà un mètode que s'aplicà als graus 2, 3 i 4. A més e més, mostrà que aquest mètode no podia ser aplicat en el cas general si el grau més era elevat. El seu enfocament, encara que no va conduir a cap resultat, fou en molts aspectes un veritable pas endavant.
Primer de tot, el mètode era prou general perquè totes les temptatives precedents no fossin més que casos particulars de la seva. Lagrange va concloure l'època dels mètodes empírics de Tschirnchaus o Euler, que necessàriament estaven destinats al fracàs.
Va reprendre la idea de Vandermonde de fer servir les funcions simètriques així com les relacions entre els coeficients i les arrels. També mostrà la importància de les n! permutacions de les arrels per a la resolució del cas general. Amb aquest objectiu va establir dos teoremes que prefiguraven la teoria de grups:
- El primer fou que les n! permutacions d'una n-tupla tenen com a imatge per a una funció de n variables un conjunt de cardinals amb un divisor d'n!. Aquest resultat és un avantpassat del que actualment s'anomena teorema de Lagrange sobre els grups.
- El segon concerneix a les funcions que ell qualifica de semblants i que són invariants pel mateix subgrup de permutació. Aquest resultat anticipà els teoremes sobre les successions de subgrups que es troben en la teoria de Galois o en el Teorema de Jordan-Hölder.

La conclusió de Lagrange és pessimista: «Per tant, es dedueix que, si la resolució algebraica de les equacions de graus superiors al quart no és impossible, en deu dependre.» La idea d'una impossibilitat de la resolució algebraica de l'equació va ser plantejada. El camí estava traçat, o bé per trobar un mètode general per a la seva resolució, o bé per demostrar la inexistència d'un mètode d'aquest tipus. La solució residia en una anàlisi combinatòria de les possibles permutacions de les arrels. La conclusió fou anàloga a la de Vandermonde per al polinomi ciclotòmic, però aquesta vegada, era vàlida per al cas general.
Paral·lelament als treballs de Vandermonde i de Lagrange, els desenvolupaments de l'anàlisi van provocar una pèrdua d'interès vers el problema mil·lenari de la resolució d'una equació. En l'època dels matemàtics àrabs, aquesta resolució era un mètode basada en el càlcul numèric essencial. Al-Buruni desitjava resoldre l'equació cúbica per calcular sinus del terç de l'angle de 3r grau ja conegut. Amb els inicis del segle xix, l'anàlisi oferia ja mètodes molt més eficaços per calcular arrels. Els resultats de Lagrange mostrà que caldria, a més a més, o bé realitzar molts càlculs, o bé una gran idea per posar un punt final a aquesta qüestió. Calia considerar també que existia un gran risc de fracassar, un resultat decebedor per als que volien desenvolupar les matemàtiques.

### Les aportacions de Gauss

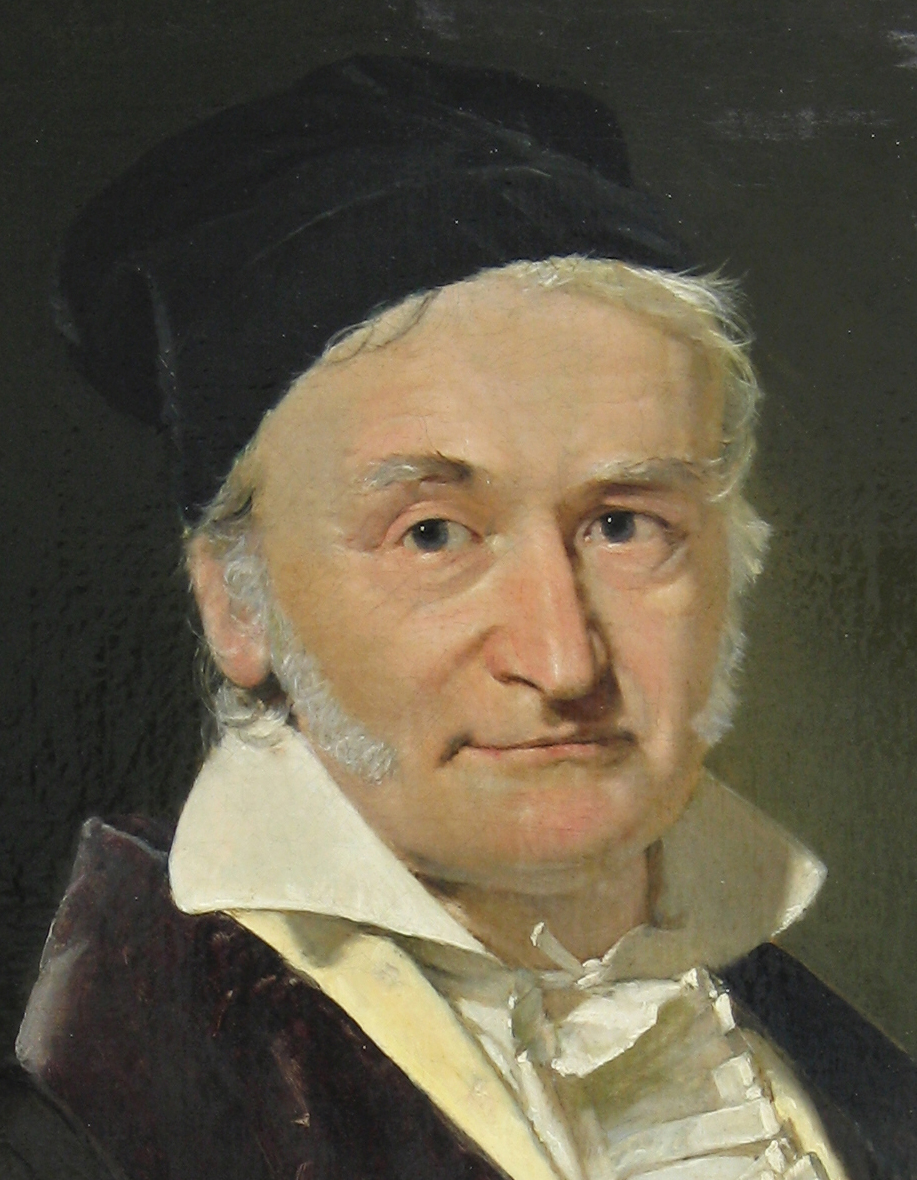
Gauss va més enllà de les aportacions de Vanermonde sobre els polinomis ciclotòmics. Ho aconsegueix amb un enfocament estructural, que prefigura el futur de l'àlgebra.

Carl Friedrich Gauss, a principis del segle xix, va contribuir amb respostes a les qüestions de Vandermonde i a les de Lagrange. Va adonar-se que progressar en la teoria de les equacions suposava la tria de bones funcions racionals, invariants per a certes permutacions de les arrels. Lagrange ho va mostrar clarament i Vandermonde va emetre la hipòtesi que aquestes havien d'existir per a l'equació ciclotòmica. El nombre de permutacions es va observar que augmentaven ràpidament en funció del grau n del polinomi, existeix el factorial n, que ja dona 120 per al grau 5. L'enfocament aleatori imposava una quantitat de càlcul que ben aviat era prohibitiu. Gauss tingué en compte aquest resultat i canvià radicalment els mètodes d'anàlisi.
No va atacar el problema general, sinó únicament l'equació ciclotòmica, que ell anomenava «la teoria de la divisió de la circumferència». El seu mètode prefigura un progrés fonamental en les matemàtiques del segle xix, i actualment encara és vàlid. En lloc d'estudiar directament el polinomi, analitzà l'estructura del conjunt dels polinomis proveïts de la seva addició i de la seva multiplicació. Aquesta estructura posseïa un punts comuns amb l'estructura dels enters, i Gauss va concloure que aquesta branca de les matemàtiques «no pertany per ella mateixa a l'aritmètica, però els seus principis no poden ser pouats més que de l'aritmètica a la que transcendeix. Aquest resultat podrà semblar als geòmetres tan inesperat com les veritats noves que d'ell en deriven».
Per aritmètica transcendent Gauss entenia el que actualment s'anomena la teoria algebraica de nombres. En termes contemporanis, l'analogia prové del fet que si els coeficients són escollits en un cos commutatiu, l'anell dels polinomis i el dels enters són tots dos euclidians. Estudià els conjunts de polinomis escollint els coeficients de les formes més diverses. Quan es tracta de nombres enters, Gauss ha de desenvolupar un lema que porta el seu nom, que mostra el caràcter factorial d'aquesta estructura. Fa servir un dels seus descobriments, l'aritmètica modular, i també treballa sobre polinomis amb coeficients en els cossos finits. Aquest pas imposà l'ús del polinomi formal en detriment de la funció polinòmica, recuperant així la concepció innovadora de Viète sobre el polinomi.
Per escollir les bones permutacions, Gauss es fixà que aquestes estaven vinculades a l'estructura del grup multiplicatiu de les arrels o, més exactament, el dels seus automorfismes. En el cas del polinomi ciclotòmic, les arrels eren les arrels n-èsimes de la unitat i formaven un grup commutatiu. A diferència de Lagrange, Gauss va percebre la importància de la "llei" del grup, la qual li permetia combinar els diferents elements; Lagrange, per la seva banda, es limità a un simple recompte. Aquesta operació es va traduir en els sumatoris de Gauss, que feren possible trobar sense tempteig els sumatoris parcials imaginats per Vandermonde. Gauss aprofità aquest descobriment per resoldre una conjectura que havien intentat demostrar sense èxit Euler i Legendre: la llei de reciprocitat quadràtica.
Si bé Gauss va fer progressar la teoria d'equacions, el seu objectiu era ben diferent. Amb les seves contribucions, posà al dia una connexió inesperada entre la teoria de nombres i la d'equacions.

### La solució d'Abel

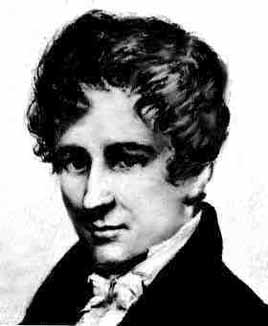
Niels Henrik Abel demostrà la impossibilitat de la resolució per radicals de l'equació algebraica, en el cas general, de manera que posà fi a la cerca mil·lenària i central de la teoria d'equacions. Malauradament, el seu resultat va passar inadvertit.

Es va seguir estudiant com superar l'eventual impossibilitat de la resolució del cas general mitjançant radicals. Entre 1799 i 1804, Paolo Ruffini publicà quatre memòries que tractaven aquesta qüestió, i després el 1808 i 1813.
Per primera vegada, es posa de manifest d'una manera clara l'existència d'aquesta impossibilitat. La seva temptativa per verificar aquest fet seguia els passos iniciats per Lagrange i consistia a demostrar que l'ús d'una equació auxiliar no permetia baixar sistemàticament el grau de l'equació inicial, pel que fa al grau 5. Establí que, si una funció simètrica de cinc variables pren d'una manera estricta menys de cinc valors per permutacions de les variables, llavors no en pren més de dos. En conseqüència, si el mètode de Tschirnhaus funcionés, reduiria una equació del cinquè grau a una equació del segon grau, fet que no és possible en el cas general. Aquest enfocament tenia mancances. Res no indicava que un enfocament radicalment diferent dels que havia descrit Lagrange podria arribar a tenir èxit.
Per realitzar una conclusió més definitiva calia raonar de manera diferent de com ho havien fet Lagrange o Ruffini. Niels Abel ho expressa així: «..., s'ha proposat de resoldre les equacions sense saber si això és possible. En aquest cas, bé es podria arribar la resolució, encara que no fos de cap manera certa... En lloc de demanar una relació de la qual no se sap si existeix o no, cal preguntar-se si tal relació és, en efecte, possible.» El 1826, Abel parteix del resultat i suposa que existeixi una fórmula, la funció racional de radicals, que dona la solució d'una equació de grau 5. Sap que està en condicions d'expressar 5 arrels diferents i que, en conseqüència, posseeix un comportament precís respecte a les permutacions de les variables ja estudiades per Vandermonde, Lagrange i, després, per Cauchy. Abel demostrà que aquest comportament introdueix un element absurd.
Aquest resultat, que determinà la defunció de la teoria d'equacions, en aquell moment fou molt poc conegut. El seu article, enviat a Gauss, Legendre i Cauchy, no va interessar a ningú. Gauss, amb qui Abel desitjava trobar-se a Göttingen, no el va rebre. Des d'un punt de vista teòric, el resultat d'Abel representa, primer de tot, la mort de la teoria d'equacions, i l'interès de dedicar-se a una branca condemnada sembla limitat. I, a més, per què cal voler expressar les arrels en forma de radicals? En termes algebraics, com va ressaltar Gauss, és més simple notar les arrels x1,..., xn i l'expressió en forma de radicals està una mica passada de moda. En termes de càlcul numèric, aquest mètode és pesat, comparat amb el que permet l'anàlisi. N'hi ha prou amb mirar l'expressió de la part real d'una de les arrels de l'equació X 17 - 1 = 0, trobada per Gauss:
Abel només descobrí una primera notorietat pòstuma amb el seu treball sobre les integrals el·líptiques, i no amb el seu treball sobre la teoria d'equacions.

## Les teories de Galois

### Obra de Galois
Évariste Galois va néixer el 1811, és a dir, vuit anys després d'Abel. Tenia 14 anys quan es va publicar el teorema del seu predecessor. Quan aconsegueix desenvolupar una nova demostració, probablement no està al corrent de l'article d'Abel. Certament, la via escollida va ser diferent de la d'Abel i segueix més la de Gauss que la de Lagrange o de Cauchy. S'interessà per les permutacions que deixen invariants tots els polinomis de diverses variables aplicades a les arrels, com Lagrange, Cauchy o Abel. Tanmateix, igual com Gauss, concentrà els seus esforços en l'estudi de la llei de composició. Galois precisà: «En el grup de permutacions què es tracten aquí, la disposició de les lletres no s'ha de considerar; tan sols les substitucions de lletres per les quals es passa d'una permutació a l'altre». A aquesta estructura l'anomenà grup formal, que la considerava consagrada per les permutacions, però que posseïa també una existència abstracta. A diferència de Gauss, no estudià el cas particular de l'equació ciclotòmica –que posseeix un grup molt simple, ja que és cíclic–, sinó el cas general.
Amb l'ajuda d'aquesta eina que ara anomenava grup de Galois, el matemàtic establí tres resultats: el teorema de l'element primitiu, el teorema fonamental de la teoria de Galois i una nova demostració del teorema d'Abel, més profunda que la precedent, ja que donà una condició necessària i suficient de resolubilitat. G. Verriest descriu els treballs del matemàtic en els termes següents: «... el tret genial de Galois és haver descobert que el nus del problema resideix no en la recerca directa de les magnituds a sumar, sinó en l'estudi de la naturalesa del grup de l'equació. Aquest grup (...) expressa el grau d'indiscernibilitat de les arrels (...). Ja no és doncs el grau d'una equació el que mesura la dificultat de resoldre-la sinó la naturalesa del seu grup». Una mica a la imatge de les reflexions de Lagrange, aquests tres teoremes completen la teoria d'equacions. Però, a més d'englobar els mètodes anteriors, Galois dona també una visió que permet comprendre la naturalesa de tota equació algebraica, resoluble o no.
Tot i axí, l'acollida que rebé fou encara més glacial que la de les contribucions d'Abel. Aquesta vegada, Cauchy no oblidà l'article que li havia enviat Galois, si no que el "perd" sense problemes. Una nova tramesa dels seus treballs sobre les equacions el·líptiques provocà el següent comentari: «El raonament no és prou clar, ni prou desenvolupat per permetre de jutjar-ne el rigor».

### Naixement de l'àlgebra moderna

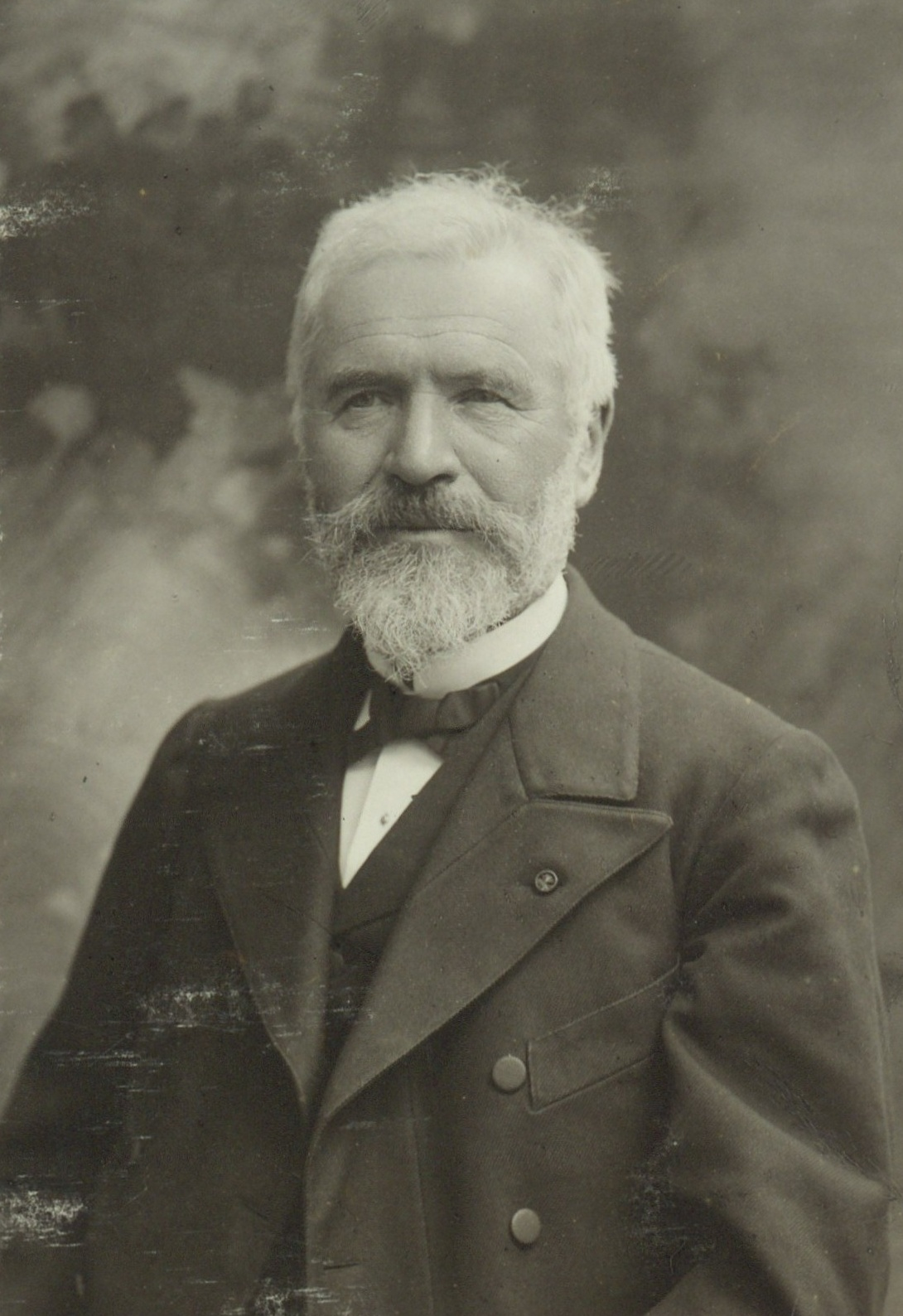
Camille Jordan fou el primer a fer servir l'expressió «teoria de Galois». Per a ell, els treballs d'aquest matemàtic conduí a l'anàlisi dels grups i a les aplicacions lineals, des del punt de vista estructural.

Sovint es fa servir l'atribut d'"inventor" o de "pare" de l'àlgebra moderna quan hom es refereix a Galois. Alain Connes, un especialista de l'àmbit, precisa: «Galois, a l'edat de 19 anys, té ja al seu actiu resultats matemàtics d'un abast incomparable que són la partida de naixement de les matemàtiques contemporànies». Per comprendre la raó de ser de tals paraules, és útil observar el nivell de l'àlgebra a mitjans del segle xix. El 1854, Serret publicà un llibre, Curs d'Àlgebra superior, on fa la següent definició: «L'àlgebra és, parlant amb propietat, l'anàlisi de les equacions; les diverses teories parcials que comprèn es relacionen totes, més o menys, amb aquest objecte principal». Aquesta visió, que apuntava ja Al-Khayyam en el seu gran tractat escrit al segle xi, havia quedat ja obsoleta a l'època de Gauss i, especialment, amb les aportacions de Galois.
Des d'Al-Khawarizmi i fins al final del segle xviii, la teoria d'equacions era una teoria de fórmules. Els mestres àrabs, tal com els del renaixement italià, procedien d'aquesta lògica per resoldre les equacions de graus inferiors o, amb l'ajuda d'un discriminant, establiren l'existència d'arrels múltiples. El llenguatge de Viète, no serví finalment més que per a expressar-los millor, la qual cosa va permetre trobar altres fórmules com les relacions entre coeficients i arrels. Lagrange, en les seves reflexions, entrà en aquesta tradició; fins i tot quan finalment n'establia el caràcter aleatori i aventurer per als graus més elevats.
La lògica de Galois representà una ruptura respecte d'aquesta herència mil·lenària. Liouville, que la redescobrí 11 anys després de la mort de l'autor, la presentà a l'Acadèmia de les Ciències amb les següents paraules: «Amb aquest mètode, verdaderament digne de l'atenció dels geòmetres, n'hi hauria prou amb ell sol per assegurar al nostre compatriota un rang entre el petit nombre dels savis que han merescut el títol d'inventor».
El que Galois posà en evidència foren, per sobre de tot, estructures. La primera, ja citada, és la de grup. El redescobriment de les idees de Galois les posà en primera línia. Cauchy publica més de vint-i-cinc articles sobre aquesta qüestió després de la presentació de Liouville, un dels quals portà el seu nom. El 1870, Camille Jordan publicà un llibre presentant els treballs de Galois essencialment com una teoria sobre grups. Un altre aspecte que no ha passat desapercebut és que per Galois els elements del grup són també simetries d'un espai geomètric. Aquest punt de vista analític, que es considera ara com a àlgebra lineal, és una de les idees fonamentals desenvolupada al llibre de Jordan. Aquests aspectes estructurals, a través de l'anàlisi dels divisors de la dimensió d'un espai vectorial, és la manera més simple de demostrar conjectures diverses vegades mil·lenàries, és a dir la trisecció de l'angle o la duplicació del cub. El títol del llibre de Jordan és en aquest sentit evocador: Traité des substitutions et des équations algébriques (Tractat de les substitucions i de les equacions algebraiques); el terme de substitució és, en efecte, el que es feia servir en aquell temps per designar una "aplicació lineal". Més tard, cap a finals del segle xix, com a conseqüència dels treballs de Dedekind i Kronecker, Weber identificà la teoria de Galois amb la dels cossos commutatius.
La lògica estructural iniciada per Galois rau en l'origen d'una profunda transformació, que no afecta únicament el perímetre de la teoria d'equacions que esdevindria l'àlgebra en el sentit contemporani del terme, sinó a tota la matemàtica.